# もどかしい世界の上で
「もどかしい世界の上で」（もどかしいせかいのうえで）は、牧野由依の4枚目のシングル。2006年10月25日にビクターエンタテインメントから発売された。

## 概要
表題曲「もどかしい世界の上で」は、ポップ感溢れるミディアムナンバーで、 テレビアニメ『N・H・Kにようこそ!』のエンディングテーマとして使用された。カップリング曲「ダークサイドについてきて-New Mix-」は、 同アニメ挿入歌になっており、原曲が「N・H・Kにようこそ!」O.S.T.ダークサイドにようこそ! に収録されている。なお初回生産分は牧野由依のオリジナルフォトカード全5種のうち1種が封入されている。 

## 収録曲
1. もどかしい世界の上で [4:23]
作詞・作曲：佐々倉有吾、編曲：島田昌典
  - テレビアニメ『N・H・Kにようこそ!』エンディングテーマ
2. ダークサイドについてきて-New Mix- [4:09]
作詞：サエキけんぞう、作曲・編曲：窪田晴男
  - 『N・H・Kにようこそ!』挿入歌
3. もどかしい世界の上で Instrumental
4. ダークサイドについてきて-New Mix- Instrumental

## 収録アルバム
| 曲名                 | 収録アルバム   | 発売日        | 備考                  |
| -------------------- | -------------- | ------------- | --------------------- |
| もどかしい世界の上で | 『天球の音楽』 | 2006年12月6日 | 1stオリジナルアルバム |